# Jules Baillaud
Jules Baillaud (Parigi, 14 gennaio 1876 – 28 novembre 1960) è stato un astronomo francese.

## Biografia
Inizialmente fu assistente astronomo a Lione (1900-1904) e all'osservatorio di Parigi fino al 1925, e come astronomo dal 1925 al 1947. Dal 1937 al 1947 fu anche direttore dell'Osservatorio del Pic du Midi e diresse la Carte du Ciel dal 1922 al 1947. In riconoscimento per i suoi successi, nel 1938 fu insignito del Prix Jules Janssen.
Baillaud fu presidente della Société astronomique de France (SAF) dal 1935 al 1937.
L'asteroide (1280) Baillauda è stato chiamato in suo onore.